# Rellotge de vapor

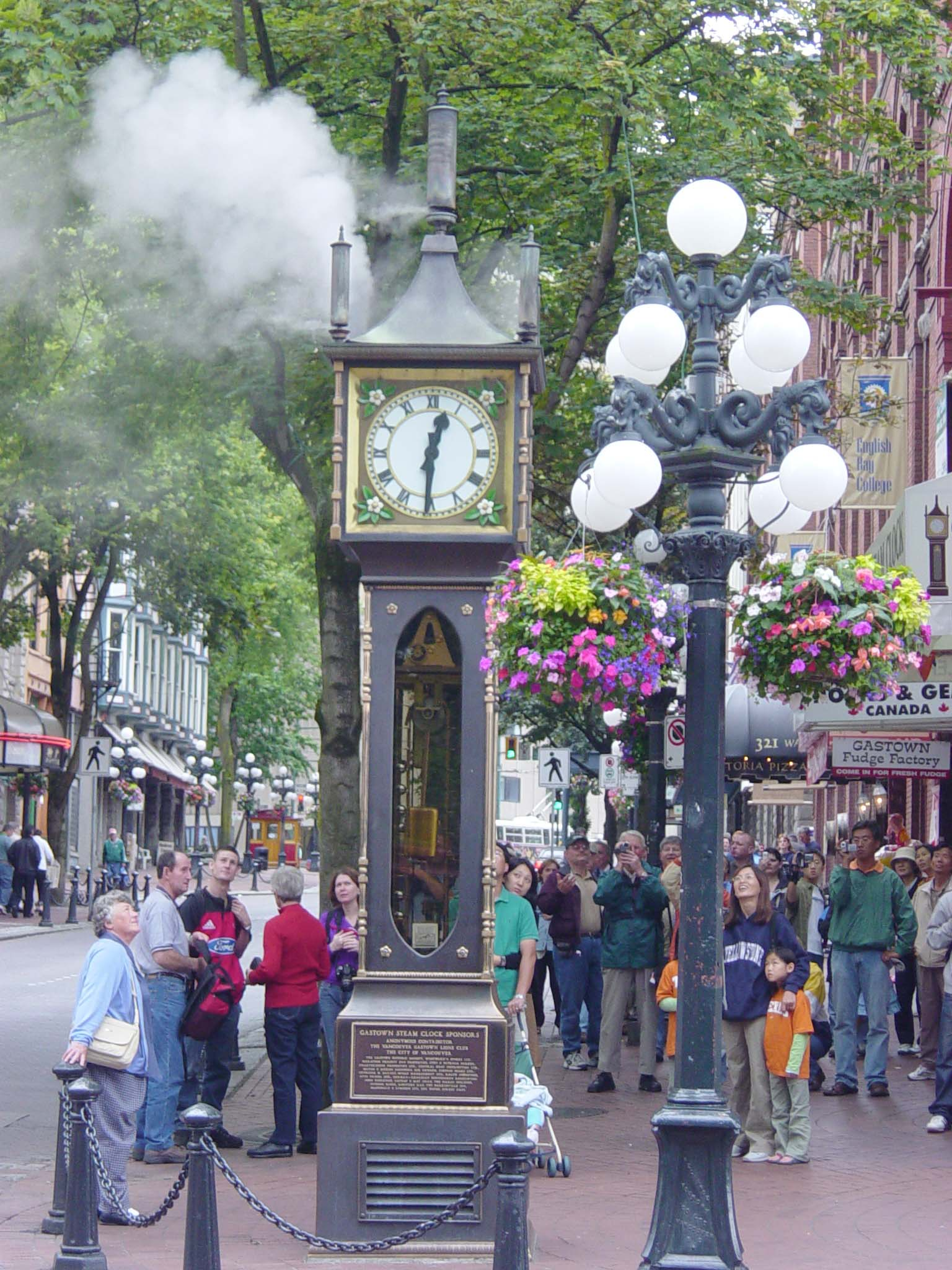
Uns turistes contemplen el rellotge de vapor de Gastown a Vancouver.

Un rellotge de vapor és un rellotge totalment o parcialment mogut per un motor de vapor. Només n'hi ha uns quants en funcionament, la majoria dissenyats i construïts pel rellotger canadenc Raymond Saunders per a la seva exhibició en espais públics. Els rellotges de vapor construïts per Saunders estàn instal·lats: a Otaru, Japó; a Indianápolis, EUA; i a les ciutats canadenques de Vancouver, i Port Coquitlam, ambdues a la Columbia Britànica. Altres rellotges de vapor fets per altres creadors es mostren a Saint Helier, Jersey i al mercat de Chelsea Farmers a Londres, Anglaterra.
Encara que habitualment se'ls ha donat un aspecte de antiguitats del segle xix, els rellotges de vapor són fenòmens recents inspirats i construïts per Saunders el 1977 a Gastown, Vancouver. Una excepció és el rellotge de vapor construït al segle xix a Birmingham per l'enginyer britànic John Inshaw per demostrar la versatilitat de la força del vapor.

## La taverna del rellotge de vapor
El 1859, l'enginyer i home de negocis John Inshaw va obtenir la propietat del pub a la cantonada de Morville Street amb Sherborne Street en Ladywood, Birmingham. En una aposta perquè es parlés del seu establiment a l'àrea, a part de decorar-lo amb diversos models de rellotges, Inshaw va aplicar el seu interès en el motor de vapor per construir un rellotge mogut pel vapor. Una petita caldera produïa vapor; el vapor es condensava en gotes d'aigua que queien sobre un plat en intervals regulars, sent el pes d'aquest plat el que movia el mecanisme. El rellotge va ser instal·lat sobre la porta, i el pub va arribar a ser conegut com la taverna del rellotge de vapor. L'establiment va tenir tant èxit que va arribar a convertir-se en un music hall el 1880.

## El rellotge de vapor de Gastown
El primer rellotge de vapor de Raymond Saunders es va construir el 1977 com una atracció turística per al renovat districte de Gastown a Vancouver. Encara que el rellotge pertany a la ciutat de Vancouver, els fons per al projecte van ser obtinguts de comerciants i propietaris locals, així com donants privats. Mogut per vapor i diversos motors elèctrics, el rellotge mostra l'hora en quatre esferes i anuncia els quarts amb un xiulet que toca els Quarts de Westminster.